# Madeleine du Fargis
Madeleine du Fargis, född de Silly, död 1639, var en fransk hovfunktionär, hovdam till den franska drottningen Anna av Österrike.

## Biografi
du Fargis hade uppfostrats i ett kloster tillhörande karmelitorden, där hon enligt uppgift hade placerats av sin far på grund av sitt omoraliska uppförande. Hon var släkt med salongsvärden Madame de Rambouillet, och hennes syster Francoise de Silly var gift med Philip Emmanuel de Gondi. Efter sin fars död lämnade hon klostret och sökte upp Madame de Rambouillet, i vars salong hon mötte sin blivande make, Charles d'Angennes, Seigneur de Fargis. Maken var Frankrikes ambassadör i Spanien 1620-1624, dit hon följde honom och där hon gjorde succé.

### Hovliv
du Fargis anställdes som dame d'atour hos Anna sedan denna tjänst blivit tom när dess förra innehavare, Marie-Catherine de Senecey, befordrats till dame d'honneur efter Charlotte de Lannoys död 1626. Du Fargis utsågs i realiteten av kardinal Richelieu med uppgift att spionera på Anna för hans räkning: på grund av hennes uppfostran i kloster förväntades hon vara religiös och lojal mot honom i hans egenskap av kardinal, och genom att hon tillhörde lågadeln kunde hon tänkas vara tacksam för att han gett henne platsen som hovdam. Hon rekommenderades också av Richelieus vän kardinal Berulle, och var vän med Richelieus brorsdotter/systerdotter, Madame de Combalet. Genom sina litterära kontakter och spanska kunskaper antogs hon också kunna komma nära Anna nog för att ha något att rapportera till Richelieu.
Madeleine du Fargis beskrivs som koppärrig men charmerande och med en rak och grovkornig humor, och hon blev snart en nära vän till Anna, men i stället för att bli Richelieus agent lierade hon sig i stället med Annas Richelieu-fientliga parti. I december 1630 avskedade Ludvig XIII en rad personer ur Annas hov som straff för att hon i samarbete med Maria av Medici försökte få Richelieu avsatt, och bland de avskedade ingick förutom madame de Motteville även Madeleine du Fargis, på grund av att det var känt att hon underhöll Annas ogillande av kardinalen. Anna kontaktade Richelieu och bad honom att få behålla du Fargis och att hon aldrig skulle förlåta honom om han inte förhindrade avskedet, men då det ändå verkställdes svor hon öppet att aldrig förlåta honom.

### Senare liv
Madeleine du Fargis reste till Lothringen och därifrån med hjälp av Spaniens ambassadör till Bryssel, där hennes make hade allierat sig med kungens bror Gaston, som planerade en invasion för att tvinga kungen att förlåta deras mor Maria av Medici och låta denne återvända till Frankrike. Anna och du Fargis upprätthöll under denna tid en illegal korrespondens. 
Efter Gastons invasion 1632 upptäcktes en rad brev av du Fargis till vänner i Paris, där hon beskrev Annas klagomål på kardinalen och planerna att gifta bort Anna med Gaston om Ludvig skulle då och Gaston bli monark.  De upphittade breven ledde till att Anna förhördes, och hon vittnade om att de hade skrivits av du Fargis men förnekade att hon brevväxlade med henne eller kände till något om dess innehåll, och eftersom det inte fanns några brev från du Fargis till henne fick de inga följer. 
I juli 1637 bad Anna du Fargis att ta reda på om det låg någon sanning i ryktet om huruvida Frankrike och England närmade sig varandra och om England och Spanien därmed skulle bryta sina diplomatiska förbindelser, vilket skulle störa hennes hemliga kurirnätverk mellan de engelska ambassaderna i Paris och spanska Bryssel. Anna fortsatte sin hemliga korrespondens med du Fargis parallellt med den till Marie de Rohan, och de tog båda emot pengar från henne och vidarebefordrade känsliga brev vidare.